# أدولف ريغر
أدولف ريغر (بالألمانية: Adolf Rieger)‏ هو مصارع هاوي ألماني، ولد في 25 أغسطس 1899 في برلين في ألمانيا، وتوفي في 12 يونيو 1956 في إسن في ألمانيا.

## وصلات خارجية
- أدولف ريغر على موقع قاعدة بيانات المصارعة الدولية (الإنجليزية)
- أدولف ريغر على موقع أوليمبيديا (الإنجليزية)